# Liste bekannter Weinviertler
Liste bedeutender Weinviertler: Das Weinviertel oder Viertel unter dem Manhartsberg ist eine der vier historischen Regionen Niederösterreichs. Das fruchtbare Land ist der älteste Siedlungsboden Österreichs und noch heute von Weinbau und Landwirtschaft geprägt. Seit einigen Jahrzehnten ist diese Region geschätzter Rückzugsort österreichischer Künstler. Die Liste gibt eine Übersicht von im Weinviertel geborenen, hier lebenden oder durch ihre sonstige Biografie mit dem Weinviertel verbundenen Persönlichkeiten:

## A
- Hans Asperger (1906–1980), Kinderarzt, Psychologe
- Werner Auer (* 1965), Schauspieler und Sänger

## B
- Alexander Freiherr von Bach (1813–1893), Politiker
- Hilde Berger (* 1946), Autorin
- Wilhelm Bernatzik (1853–1906), Landschafts- und Genremaler
- Dieter Berner (* 1944), Regisseur und Drehbuchautor
- Julius Bittner (1874–1939), Komponist
- Max Brand (1896–1980), Komponist
- Seyfried Christoph von Breuner (1569–1651), Ratgeber dreier Kaiser

## D
- Nico Dostal (1895–1981), Filmkomponist

## E
- Thomas Ebendorfer (oder Thomas von Haselbach) (1388–1464), Theologe, Geschichtsschreiber, Berater Kaiser Friedrich III.
- Josef Sigmund Ebersberg (1799–1854), Publizist und Schriftsteller
- Gottfried von Einem (1918–1996), Komponist
- Eyczinger, bedeutende Familie des Spätmittelalters
- Wilhelm Exner (1840–1931), Physiker, Gründer des Technischen Museums Wien

## F
- Werner Fasslabend (* 1944), Jurist und Politiker
- Dominik Finkes (1821–1889), Komponist
- Günther Frank (* 1936), Schauspieler, Moderator, Sänger und Maler
- Franz Xaver Frenzel (* 1945), Musiker und Komponist (wirkl. Name Friedemann Katt)
- Joseph Friebert (1724–1799), Komponist, Hofkapellmeister in Passau
- Adolf Frohner (1934–2007), Künstler
- Reinhard Führer (* 1945), deutscher Politiker (CDU), Vorsitzender des Volksbundes Deutsche Kriegsgräberfürsorge e. V., ehemaliger Präsident des Berliner Abgeordnetenhauses
- Johann Bernhard von Fünfkirchen (1561–1635), Ständevertreter, Beteiligter am Prager Fenstersturz

## G
- Helmut A. Gansterer (* 1946), Autor, Journalist und Herausgeber
- Gustav Gunz (1831–1894), Dr. med., königlich preußischer Kammersänger (Tenor) und Professor

## H
- Anton Haizinger (1796–1869), Opernsänger, Schüler Salieris
- Anton Hanak (1875–1934), Bildhauer
- Joseph Hardtmuth (1758–1816), Architekt des Klassizismus
- Joachim Haspinger (1776–1858), Pfarrer und Tiroler Freiheitskämpfer
- Leopold Hawelka (1911–2011), Cafetier-Legende
- Gottfried Helnwein (* 1948), Künstler
- Renate Holm (1931–2022), Opernsängerin
- Thaddäus Huber (1742–1798), Geiger, Komponist

## K
- Oswald Kabasta (1896–1946), Musiker und Dirigent
- Johann Carl Khevenhüller (1839–1905), Adeliger und Teilnehmer des Freiwilligenkorps in Mexiko
- Eduard Klablena (1881–1933), Keramiker der Wiener Werkstätte
- Ladislaus Kmoch (1897–1971), Künstler und Heimatforscher
- Manfred Kmoch (1925–1979), Heimatforscher
- Hans Knesl (1905–1971), Bildhauer
- Bernhard Kohl (* 1982), Radrennfahrer
- Alfred Komarek (1945–2024), Schriftsteller
- Christian Konrad (* 1943), Wirtschaftsführer
- Viktor Kraft (1912–1998), Architekt, Schriftsteller und Aquarellmaler
- Johann Krahuletz (1848–1928), Urzeitforscher
- Theodor Kramer (1897–1958), Lyriker
- Josef Krickl (1870–1953), Komponist, Walzerkönig des Weinviertels
- Michael Krickl (1883–1949), Heimatdichter
- Josef Kühschelm (1895–1908), Priester, Reichsratsmitglied und Landtagsabgeordneter

## L
- Fürst Anton Florian von Liechtenstein (1656–1721)
- Felix von Luschan (1854–1924), Anthropologe, Forschungsreisender und Ethnograph

## M
- Erni Mangold (* 1927), Schauspielerin
- Godfried Marschall (1840–1911), Weihbischof von Wien
- Hermann Maurer (* 1948), Prähistoriker
- Josef Maurer (1853–1894), Pfarrer, Heimatforscher und Dichter
- Johanna Mikl-Leitner (* 1964), Politikerin (ÖVP), von 2011 bis 2016 Innenministerin, seit 2017 NÖ. Landeshauptfrau
- Josef Misson (1803–1875), Dichter
- Herbert Mitscha-Märheim (1900–1976), Prähistoriker und Mittelalterarchäologe

## N
- Hermann Nitsch (1938–2022), Künstler

## P
- Joseph Gottfried Pargfrieder (1787–1863), Bauherr des Heldenbergs
- Josef Pazelt (1891–1956), Autor und Nationalratsabgeordneter
- Hermes Phettberg (1952–2024), Autor und Talkmaster
- Ignaz Josef Pleyel (1757–1831), Komponist
- Gottfried von Preyer (1807–1901), österreichischer Musiker und Komponist
- Erwin Pröll (* 1946), Politiker (ÖVP) und Landeshauptmann von Niederösterreich a. D.
- Josef Pröll (* 1968), Politiker, Vizekanzler von Österreich a. D.
- Willy Puchner (* 1952), Fotograf und Autor
- Alois Puschnik (1922–2007), Heimatforscher
- Herbert Puschnik (* 1944), Heimatforscher und Künstler

## R
- Franz Joseph Müller von Reichenstein (1742–1825), Naturwissenschaftler
- Heinrich Reinhart (1927–2013), Heimatforscher, Dichter
- Franz von Retz (1343–1427), Theologe
- Heinrich XXIV. Prinz Reuß-Köstritz (1855–1910), Komponist
- Johann Römer (1949–2011), ehem. 2. Wiener Landtagspräsident
- Horst Rosenkranz (* 1943), Publizist und ehemaliger Politiker
- Eva Rossmann (* 1962), Autorin

## S
- Martina Schettina (* 1961), Bildende Künstlerin
- Lois Schiferl (1906–1979), Lehrer und Mundartdichter.
- Johann Baptist Schneider (1840–1905), Weihbischof von Wien
- Kurt Scholz (* 1948), Sonderbeauftragter der Stadt Wien für Restitutionsfragen und Kolumnist
- Kaspar Schrammel (1811–1895), Komponist
- Nikolaus Seyringer (1360–1425), Abt von Subiaco und Melk, Initiator der Melker Reform.
- Oskar Sima (1896–1969), Schauspieler
- Othmar Skala (1895–1958), Heimatforscher
- Walther Sohm (1909–2001), Heimat- und Mundartforscher
- Johannes Matthias Sperger (1750–1812), Komponist
- Alfred Šramek (1951–2016), Opernsänger
- Anton von Stadler (1850–1917), österreichisch-deutscher Maler.
- Maximilian Stadler (1748–1833), Musiker und Komponist, Freund Mozarts
- Matthias Steiner (* 1982), Olympiasieger im Gewichtheben
- Johann Baptist Stöger (1810–1883), Diener Gottes

## T
- Rudolf von Teuffenbach (1582–1653), General des Dreißigjährigen Krieges
- Johann Joseph von Trautson (1707–1757), Kardinal, Erzbischof von Wien
- Peter Tscherkassky (* 1958), Filmemacher
- Peter Turrini (* 1944), Schriftsteller
- Francis Triesnecker (1745–1817), Astronom, Jesuit, Leiter der Wiener Sternwarte

## U
- Hieronymus Übelbacher (1674–1740), Propst von Stift Dürnstein

## V
- Ernst Franz Salvator von Violand (1818–1875), Revolutionär, Reichstagsabgeordneter

## W
- Friedrich Wailand (1821–1904), Miniaturmaler
- Ehrenreich Weismann (1641–1717), evangelischer Generalsuperintendent
- Johann Nepomuk Graf Wilczek (1837–1922), Sammler, Mäzen, Bauherr von Burg Kreuzenstein
- Franz Wild (1791–1860), Opernsänger
- Hermann Withalm (1912–2003), Politiker, Vizekanzler
- Ignaz Withalm (1851–1910), Müller und Politiker
- Lina Woiwode (1886–1971), Schauspielerin